# دایجستیو
نام یک دارو است که برای چاره گشایی گوارشی مورد استفاده قرار می گیرد.

## دایجستیو
نام تجاری دارو :Festal
گروه دارویی:ضد سوءهاضمه
گروه شیمیایی :ترکیبهای آنزیمهای گوارشی
در داخل بعضی بیسکویت ها هم موجود است و به نوعی برای رفع مشکل گوارشی مفید

## موارد مصرف
نفخ همراه با کُله سیستیت مزمن، پانکراتیت مزمن، اسهال مزمن
مقدار مصرف:۱ تا ۲ قرص همراه با غذا مصرف شود.

## موارد منع مصرف
حساسیت مفرط به دارو، حساسیت کبدی، انسداد مجرای صفراوی، عفونت کیسه صفرا.

## عوارض جانبی
اسهال، تهوع، افزایش اسیداوریک خون، اورمی.